# Музей словацького села

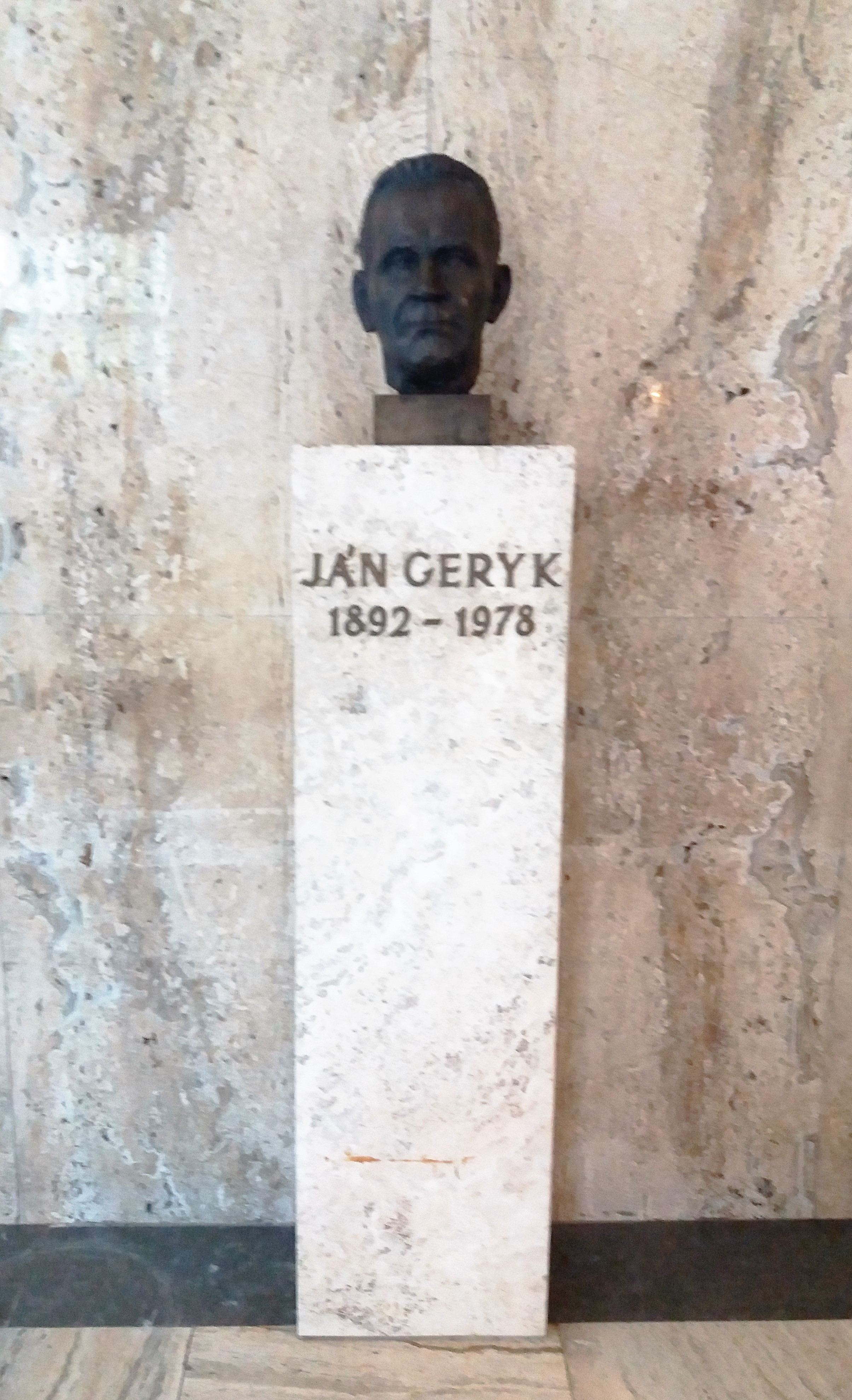
Бюст засновника музею Яна Герика в головній залі музею.

Музей словацького села (словац. Múzeum slovenskej dediny) — етнографічний музей просто неба, який знаходиться на околицях міста Мартін в Словаччині. В музеї щороку відбуваються різноманітні заходи такі як відтворення традиційних професій, ремісництва, традиційних обрядів, звичаїв та фольклору, наприклад «Пасха в сільській місцевості», «Різдво в сільській місцевості», «День вогнеборців», «Дитяча неділя» або «Миколаїв ярмарок».

## Історія
Ідею створення музею просто неба 16 квітня 1931 подав Ян Герик, секретар Словацького національного музею в Мартіні. Музей планувався за зразком скандинавських музеїв просто неба і планувалося що він буде населений родинами, які би там вели традиційний спосіб життя. Врешті, музей був відкритий в 1961 році за патронажу Словацького національного музею в Мартіні. В 1964-66 роках 218 об'єктів зі 113 сіл були обрані щоб відобразити вигляд сільських поселень із 13 регіонів Словаччини. 3 вересня 1968 був закладений символічний перший камінь музею. Перша група будівель із регіону Орава була відкрита для відвідувачів в 1972 році.

## Об'єкти
Музей демонструє традиційну народну архітектуру північно-західної Словаччини та типовий спосіб життя традиційних сільських спільнот в Словаччині з 19 до початку 20 сторіччя. На площі в 15.5 гектарів розташовані 129 житлових, фермерських, технічних, соціальних та релігійних будівель. Окрім того там є корчма, сільський магазин, садовий будинок, пожежна станція, дерев'яна дзвіниця в стилі Ренесансу та початкова школа. В цьому музеї відвідувачі можуть спостерігати як виконуються такі процеси, як виготовлення рослинної олії, виготовлення вовняної пряжі та ткання одягу. Будівлі в музеї представляють різні історичні регіони Словаччини: Орава, Ліптов, Тур'єць та Кісуце. 22 об'єкти (в основному будівлі сільськогосподарського призначення) мають всередині відтворений традиційний інтер'єр і є відкритими для відвідувачів. Також в музеї часто проходять сільськогосподарські виставки, під час яких показуються традиційні методи вирощування овочів, лікарських рослин, дерев та інших рослин. Одним з найцікавіших об'єктів музею є католицька церква з Рудно 1792 року із розписом та вівтарем в стилі бароко із статуями святого Степана, святого Миколая і Діви Марії.

## Послуги для відвідувачів
- Тури із екскурсоводом
- Їжа та напої в шинку із села Оравська Полгора
- Винаймання території для сімейних чи корпоративних святкувань
- Весільні церемонії в церкві з села Рудно
- Римо-католицькі або євангелістичні меси
- Крамниця сувенірів, літератури та виробів народного мистецтва
- Креативні воркшопи для початкових шкіл

## Галерея

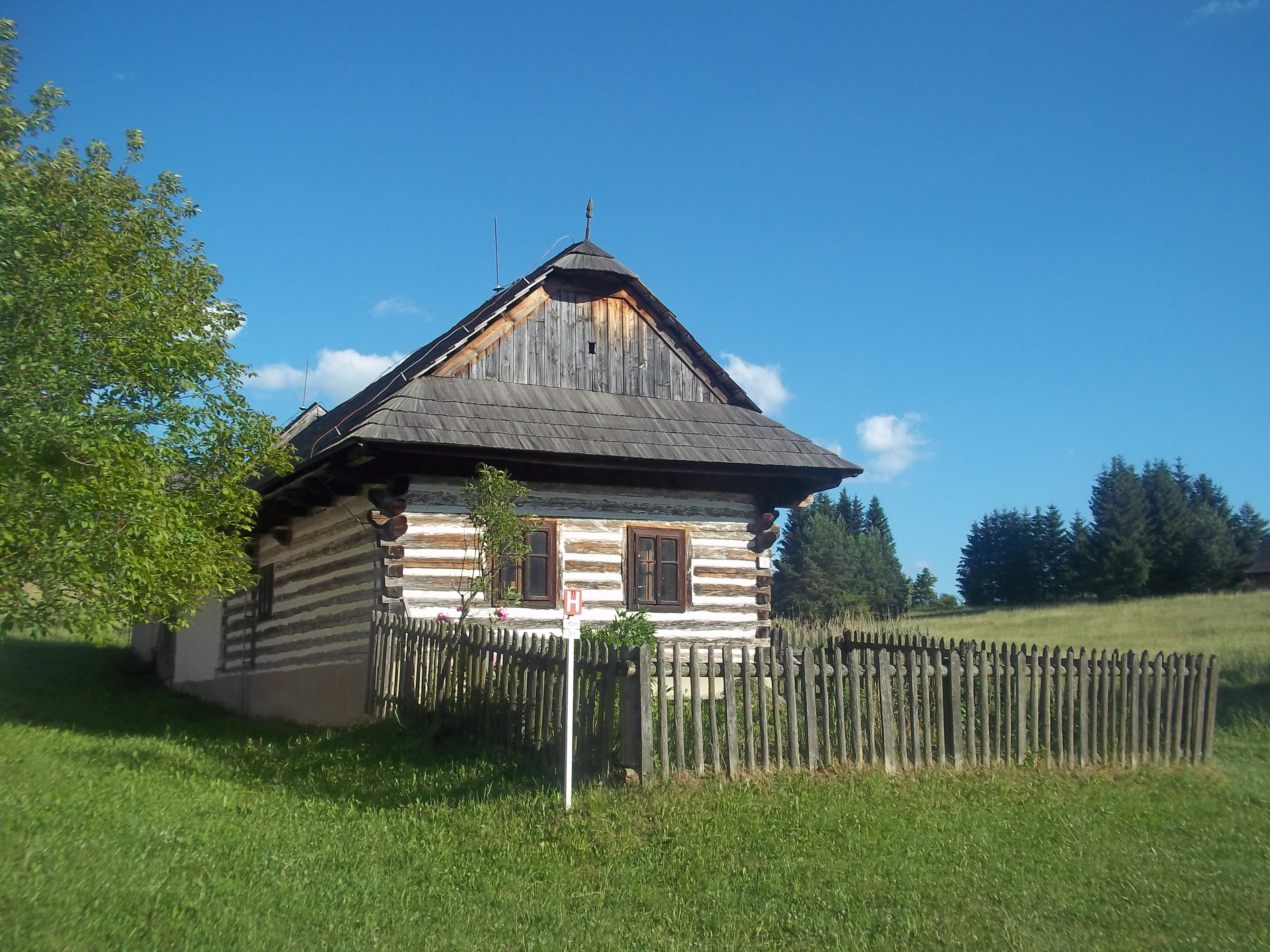
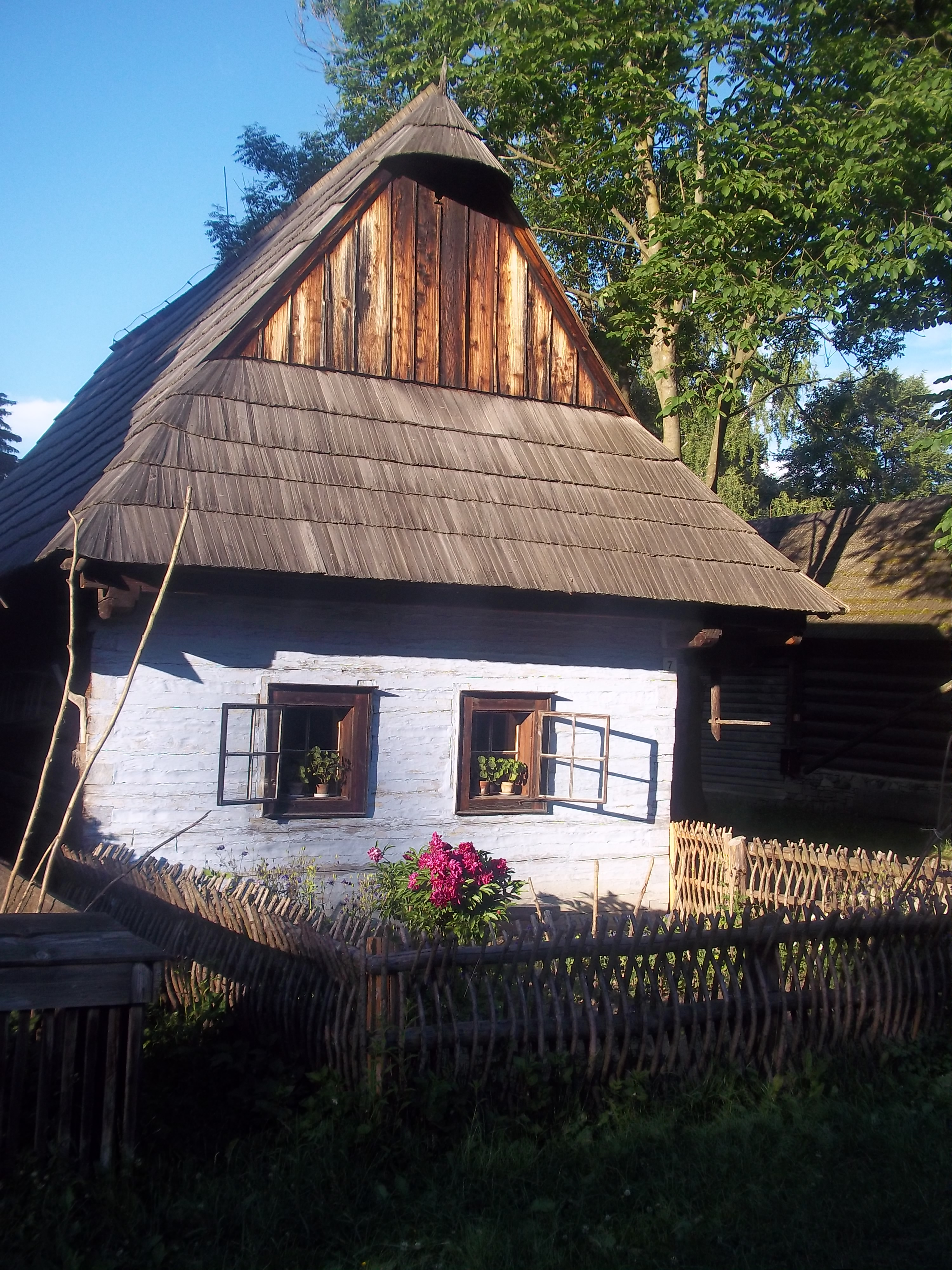
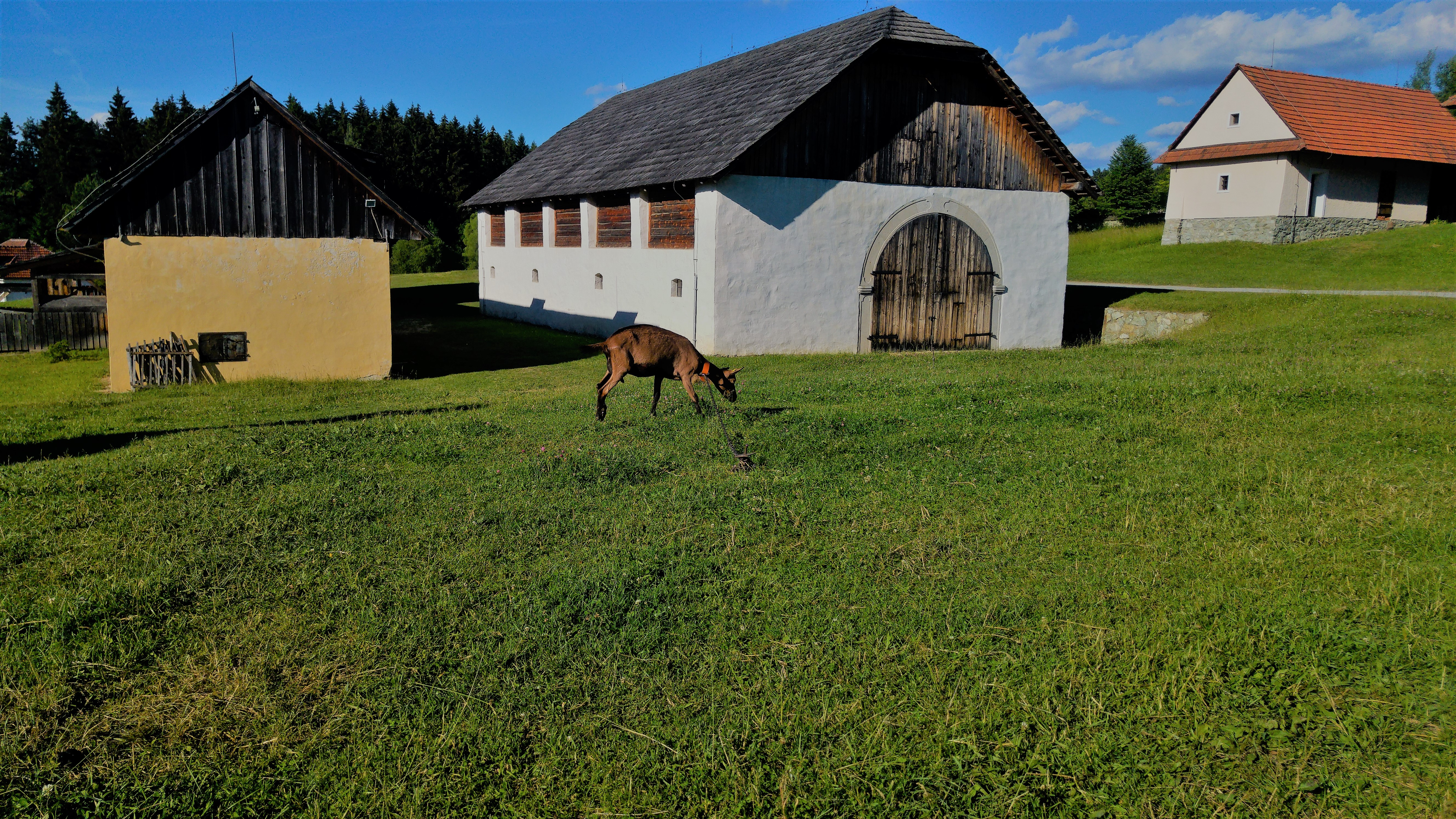
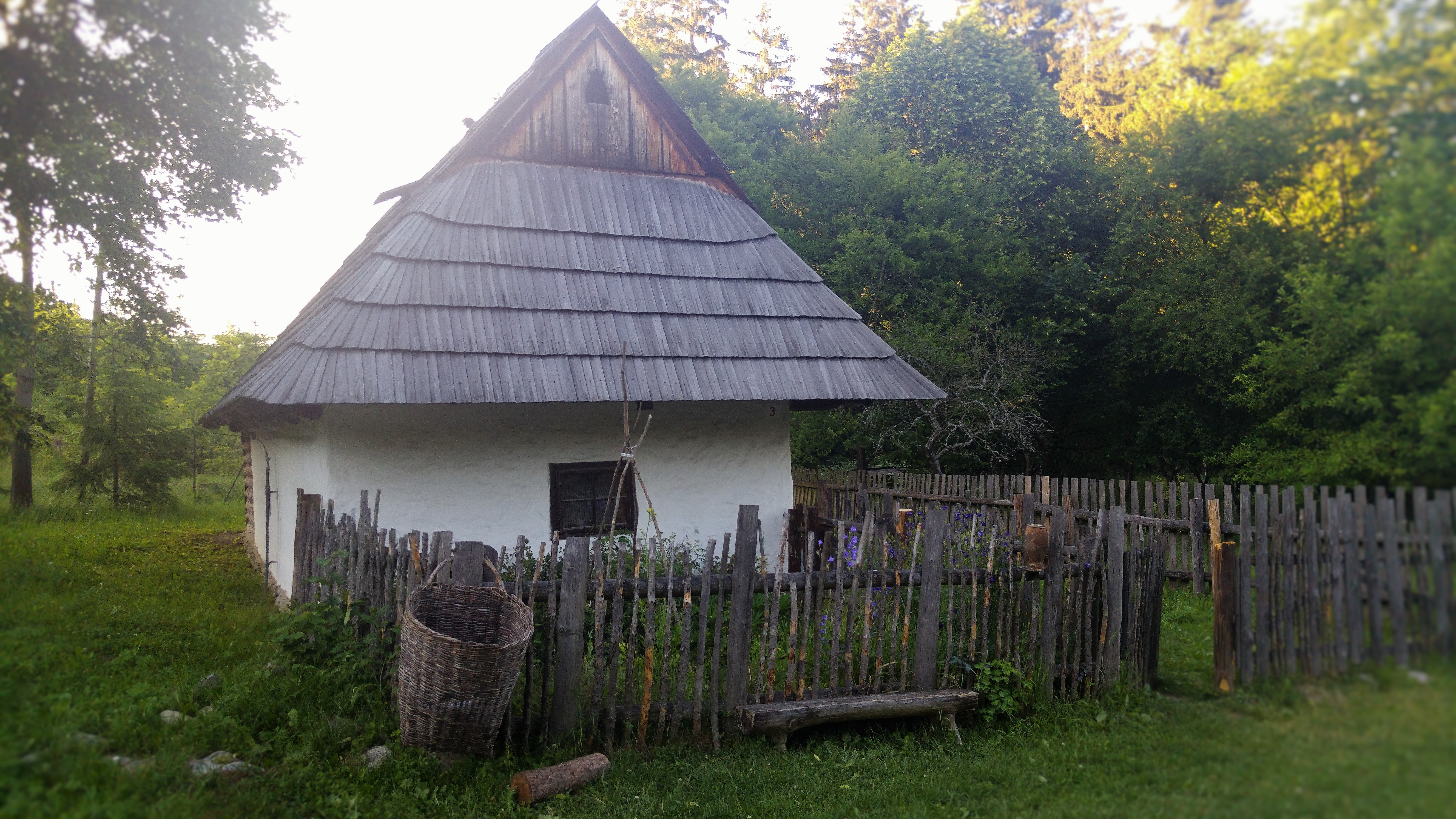
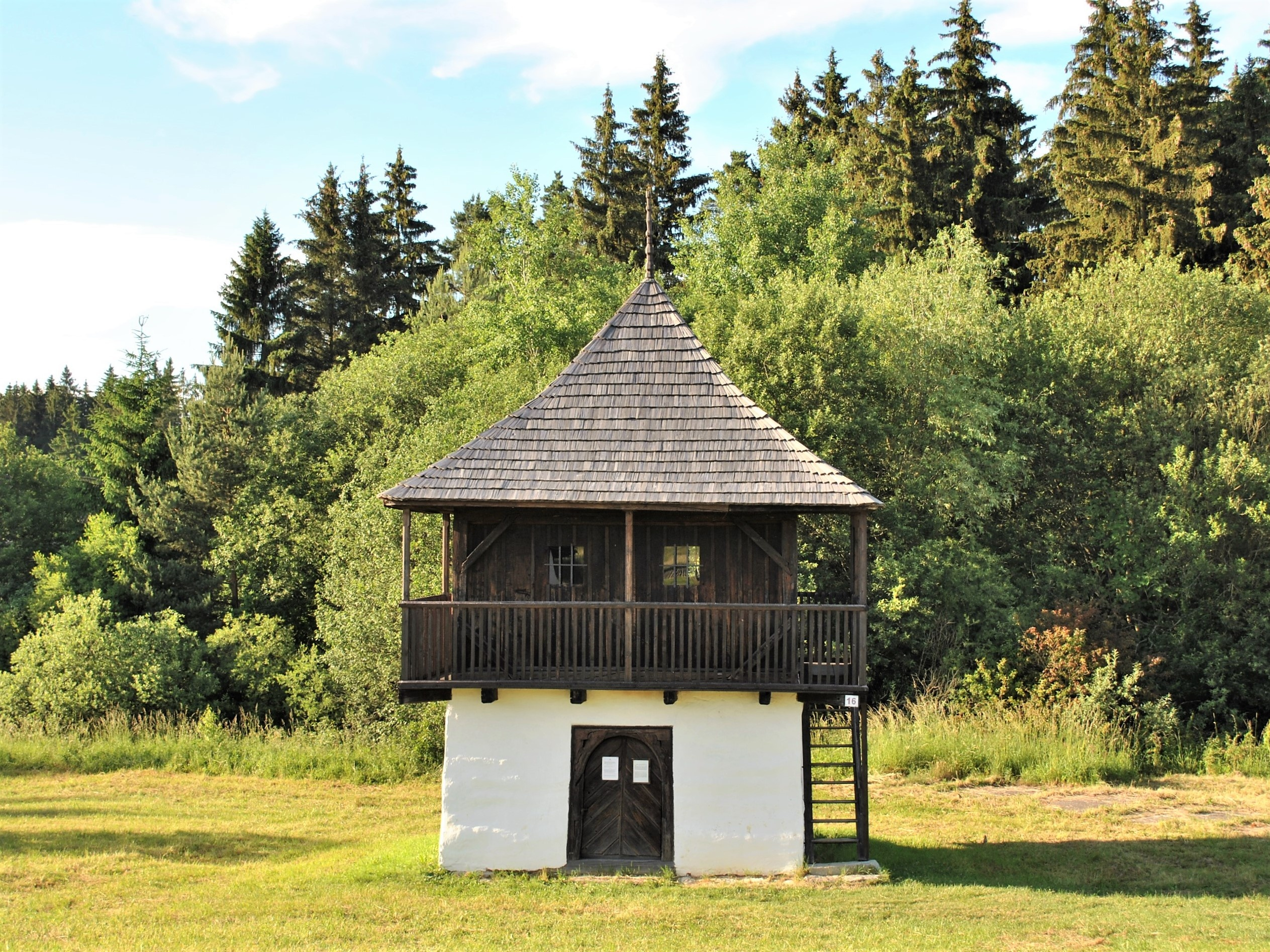
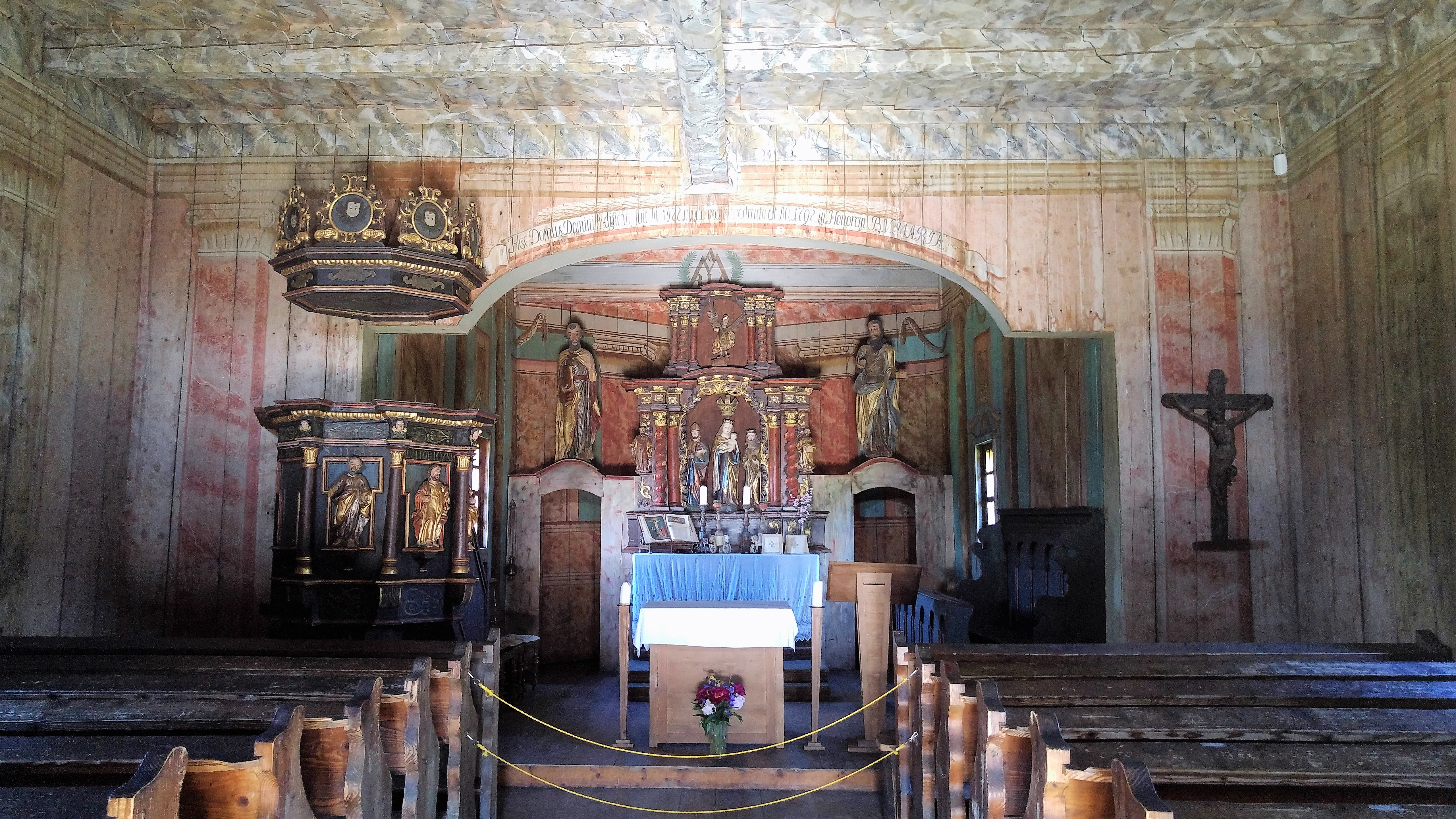
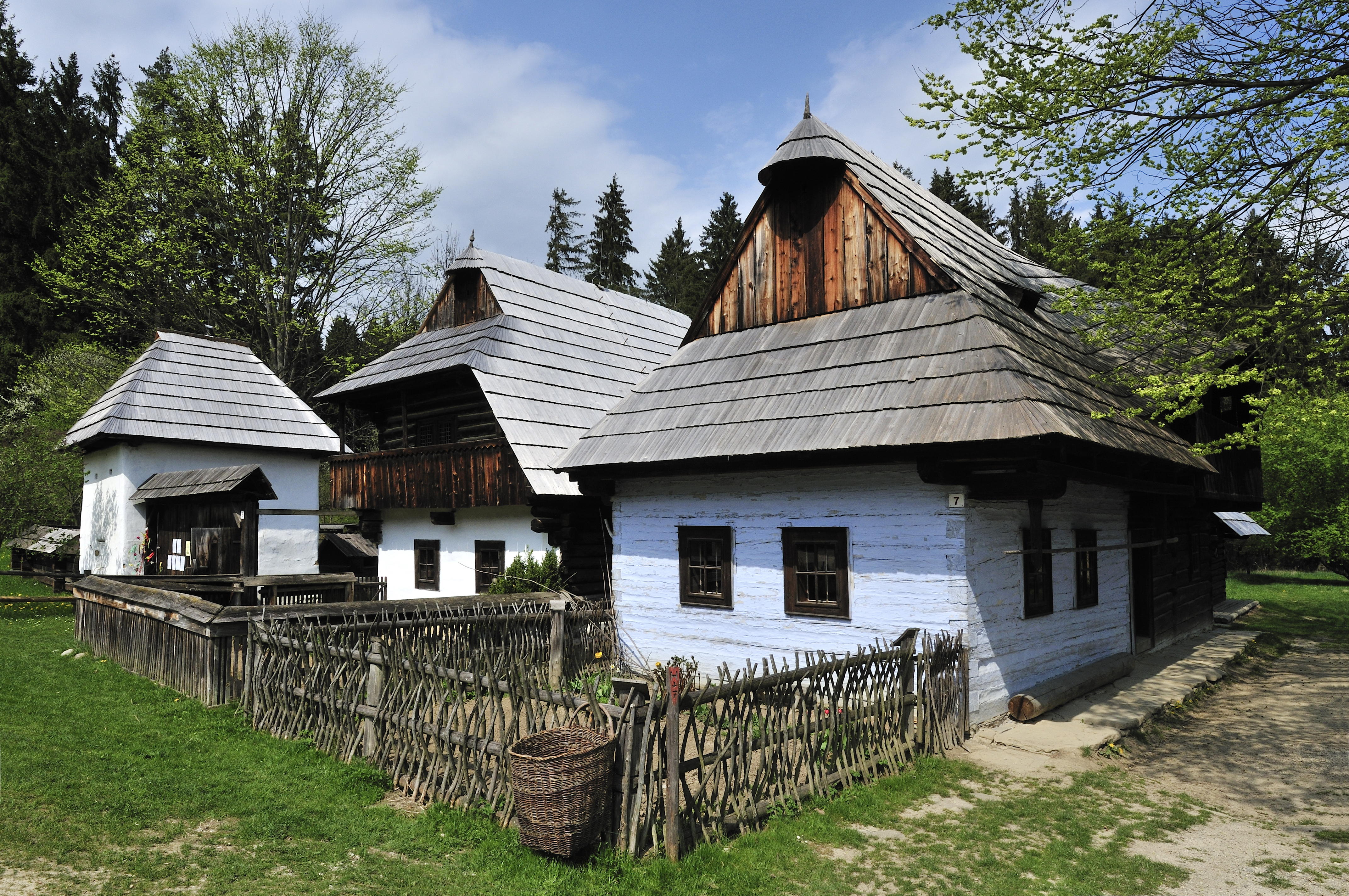
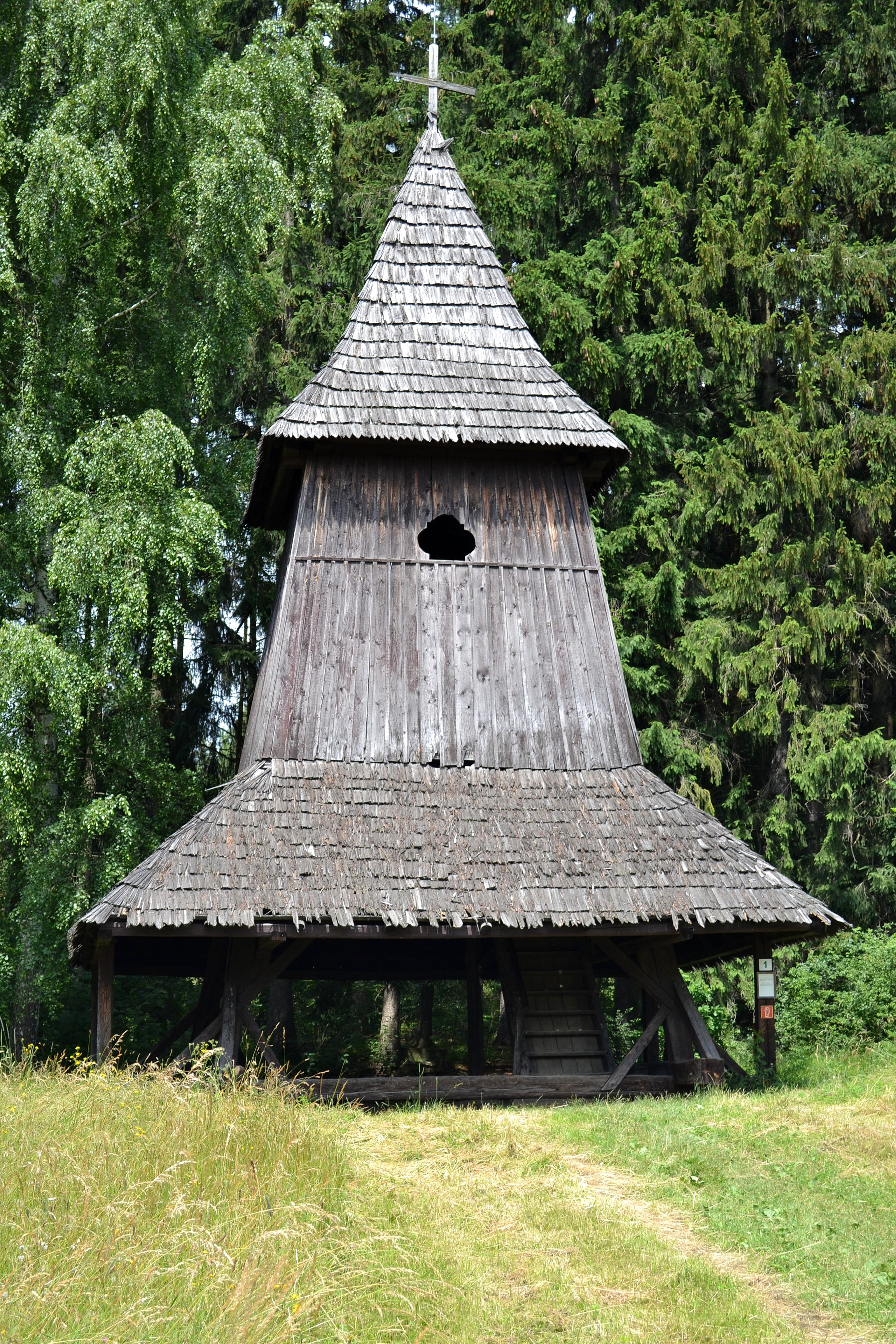
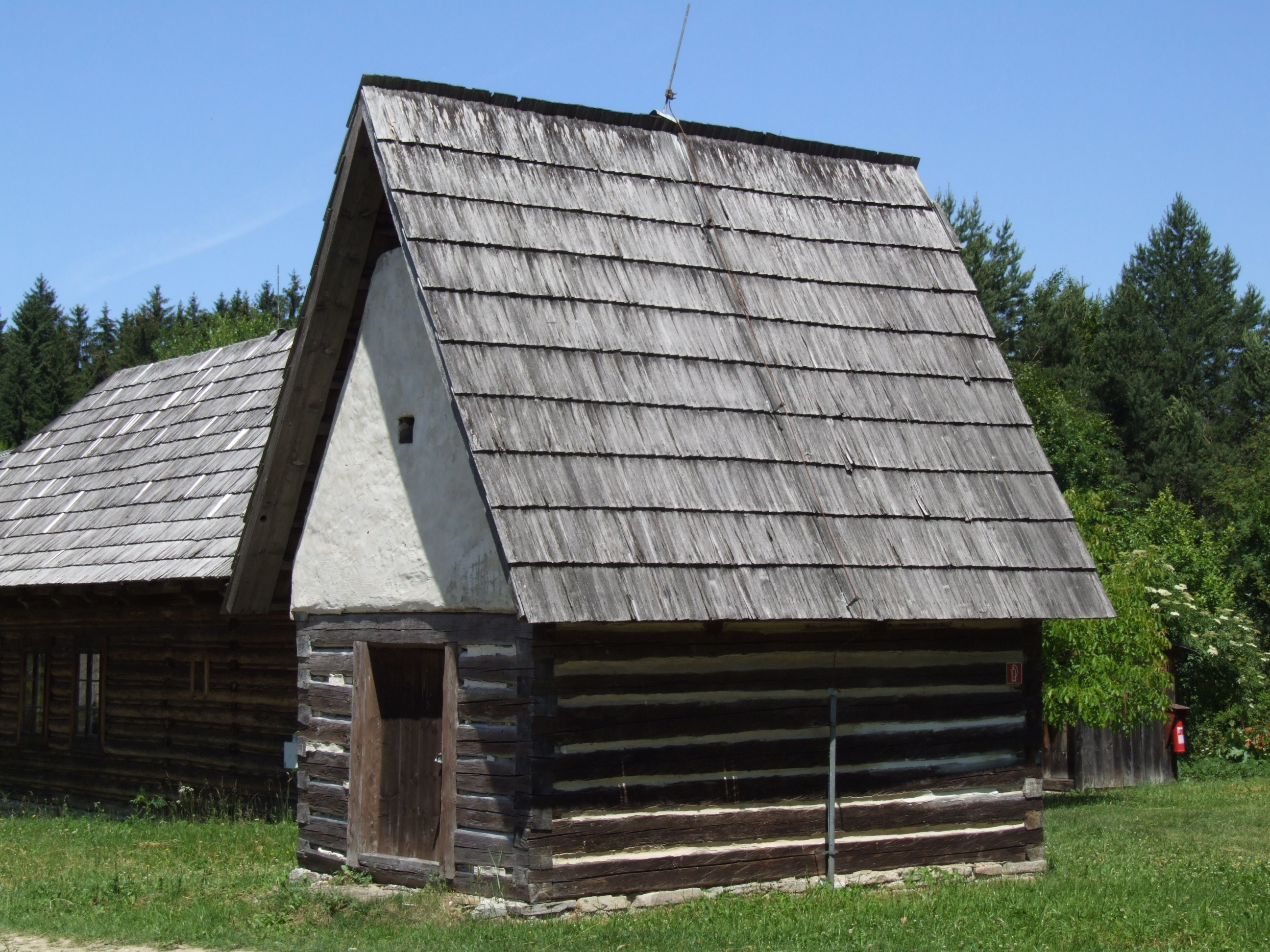

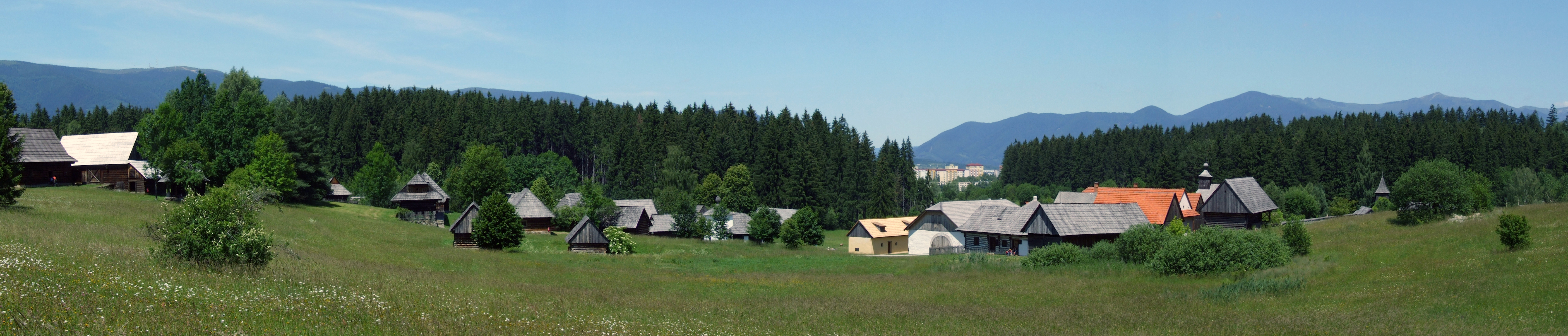
Панорама музею.